# Il regista di matrimoni
Il regista di matrimoni è un film del 2006 scritto e diretto da Marco Bellocchio.

## Trama
Franco Elica, un regista romano in crisi, oppresso dalla commissione per l’ennesima trasposizione cinematografica de I Promessi Sposi e turbato dal matrimonio della figlia con un fervente cattolico. Coinvolto in uno scandalo poco chiaro, decide di lasciare Roma e si rifugia in Sicilia.
Qui incontra Enzo Baiocco, un regista locale specializzato in riprese di matrimoni, che lo introduce a una realtà professionale e umana molto diversa da quella a cui Franco è abituato. Durante il soggiorno, Elica conosce anche Orazio Smamma, un vecchio collega che ha inscenato la propria morte nella speranza di ottenere, postuma, la notorietà che in vita non ha mai raggiunto. Smamma gli presenta il principe Ferdinando Gravina di Palagonia, un nobile decaduto che ha organizzato un matrimonio d’interesse tra la figlia Bona e un ricco industriale per sanare le finanze familiari. Il principe incarica Franco di filmare le nozze. Franco accetta ma quando conosce Bona, giovane e affascinante, resta colpito dalla sua figura enigmatica. Tra i due nasce un rapporto ambiguo, fatto di silenzi e osservazioni reciproche. Bona esprime il desiderio di fuggire, ma poco dopo scompare. Il giorno del matrimonio, Franco non si presenta e lascia la Sicilia. Durante il viaggio in treno, accade qualcosa che cambierà la sua vita.

## Distribuzione
È stato presentato al Festival di Cannes 2006 nella sezione Un Certain Regard.

## Riconoscimenti
- 2007 - David di Donatello
  - Candidatura Miglior regia a Marco Bellocchio
  - Candidatura Migliore attrice protagonista a Donatella Finocchiaro
  - Candidatura Miglior montaggio a Francesca Calvelli
  - Candidatura Film Commission Torino Piemonte a Marco Bellocchio
- 2007 - Nastro d'argento
  - Miglior soggetto a Marco Bellocchio
  - Miglior montaggio a Francesca Calvelli
  - Candidatura Regista del miglior film a Marco Bellocchio
  - Candidatura Miglior fotografia a Pasquale Mari
  - Candidatura Miglior scenografia a Marco Dentici
- 2006 - Globi d'oro
  - Miglior film a Marco Bellocchio
  - Migliore attrice rivelazione a Donatella Finocchiaro
  - Miglior fotografia a Pasquale Mari
- 2006 - Ciak d'oro
  - Migliore fotografia a Pasquale Mari[2]

## Produzione
Il film è stato girato a Cefalù.